# Diagnostic infirmier
 (août 2022).
Un diagnostic infirmier est un jugement clinique concernant une réaction humaine aux problèmes de santé / aux processus de vie, ou une prédisposition à cette réaction d’une personne, d’un proche aidant, d’une famille, d’un groupe ou d’une collectivité. Un diagnostic infirmier sert de base pour choisir des interventions de soins visant l’atteinte des résultats dont l'infirmière a la responsabilité.   

## Définitions
Le jugement clinique est défini comme « une interprétation ou une conclusion au sujet des besoins de la personne soignée, de ses inquiétudes ou de ses problèmes de santé et/ou de la décision d’entreprendre (ou non) une action, en utilisant ou en modifiant des approches courantes ou en improvisant de nouvelles, estimées être appropriées selon les réactions de la personne soignée. [réf. nécessaire]»      
En 1994, Marjory Gordon et al. proposent un modèle intégré du jugement clinique qui reprend trois types de jugement : le jugement diagnostique, le jugement thérapeutique et le jugement éthique[réf. nécessaire].
- Le jugement diagnostique : opinion professionnelle fondée par rapport à un problème de soins infirmiers et sa cause probable ou par rapport à une recherche d’un niveau supérieur de bien-être ; il s’agit de déceler les problèmes de soins infirmiers ou déceler la disposition ou la motivation de la personne à améliorer son bien-être ; il reprend la perception du problème, la collecte des données, l’analyse et l’interprétation.
- Le jugement thérapeutique : opinion professionnelle fondée par rapport aux moyens les plus susceptibles d’aider la personne à surmonter ses difficultés ou à améliorer son état de santé ; il s’agit de trouver des solutions efficaces et adaptées ; il concerne le choix des résultats (CRSI/NOC), la planification (choix des interventions CISI/NIC), l’exécution et l’évaluation des résultats obtenus.
- Le jugement éthique : jugement éthique omniprésent, influencé par le modèle conceptuel que nous avons choisi ou nos valeurs. Il suppose la validation du diagnostic infirmier et du projet de soins avec la personne soignée, quand elle en a la capacité. La composante éthique du jugement doit décrire la capacité de l'infirmier (e) à reconnaître les informations critiques concernant la nature et le fondement des revendications éthiques  pendant l'évaluation, le diagnostic et le traitement et à parvenir à faire un choix d'actions possibles  tout en évaluant leurs conséquences pour le bien-être des personnes soignées.

## Types de diagnostics infirmiers
Actuellement, il existe 4 types de diagnostic infirmier.
- Diagnostic infirmier focalisé sur le problème : jugement clinique concernant une réaction humaine indésirable à des problèmes de santé ou des processus de vie qui est présente chez la personne, un proche aidant, un groupe ou une collectivité. Il est validé par des caractéristiques et des facteurs favorisants sur lesquels l’infirmière peut agir de façon autonome et autant que possible par la personne soignée. (Exemple : mobilité physique réduite liée à un manque d’endurance ou déficit des soins personnels : se laver lié à la douleur)
- Diagnostic infirmier de type risque : un jugement clinique concernant la prédisposition à développer une réaction humaine indésirable à des problèmes de santé ou des processus de vie qui est présente chez la personne, un proche aidant, un groupe ou une collectivité. Il est validé par la présence de facteurs de risque sur lesquels l’infirmière peut agir de façon autonome et autant que possible par la personne soignée. (Exemple : risque de plaie de pression chez l’adulte lié à une mobilisation physique diminuée et une sous-alimentation protéinée)
- Diagnostic infirmier de promotion de la santé : un jugement clinique concernant la motivation et le désir d’augmenter son bien-être et de réaliser son potentiel de santé, qui est reconnu par une personne, un proche aidant, un groupe ou une collectivité. Il doit y avoir une expression de la motivation par la personne ou les groupes. Il est validé par les caractéristiques et l’infirmière peut agir de façon autonome. (Exemple : motivation à améliorer l’exercice du rôle parental)
- Diagnostic infirmier de syndrome : un jugement clinique concernant un groupe spécifique de diagnostics infirmiers qui sont très souvent observés ensemble et qui se traitent mieux ensemble par des interventions similaires. Il est validé par les caractéristiques (2 diagnostics infirmiers ou plus) et des facteurs favorisants sur lesquels l’infirmière peut agir de façon autonome. (Exemple : syndrome de douleur chronique)

Un projet de soins personnalisé suppose la validation du diagnostic infirmier avec la personne soignée, de même que la négociation du projet de soins ainsi que des résultats à atteindre.

## Concepts du diagnostic infirmier
Chaque diagnostic infirmier est un concept qui comprend : un titre, une définition, des caractéristiques et des facteurs favorisants pour un diagnostic infirmier focalisé sur un problème ou des facteurs de risque pour un diagnostic de type risque, et éventuellement des populations à risque et des conditions associées.
Les populations à risque sont des groupes de personnes qui partagent une caractéristique, qui entraîne chez chacune d’entre elles une prédisposition à une réaction humaine particulière. 
Cette rubrique reprend principalement les anciens facteurs favorisants sur lesquels l’infirmière ne pouvait agir de façon autonome. (Exemple : personnes âgées, personnes en période post-opératoire immédiate, personnes économiquement désavantagées …)
Les conditions associées sont des diagnostics médicaux, des lésions, des procédures, des dispositifs médicaux ou des médicaments. Ces conditions ne peuvent pas être modifiées par l’infirmier(e) de façon autonome, mais peuvent appuyer le degré d’exactitude du diagnostic infirmier. (Exemple : une pathologie neuromusculaire, chimiothérapie, AVC, diabète …)
Chaque diagnostic infirmier reprend également un niveau de preuve (N.P) sauf quelques DI qui doivent être  révisés sous peine d’être retirés de la prochaine classification. 
Les diagnostics infirmiers sont agencés dans des domaines et des classes ; cet ensemble constitue la taxonomie ou classification des diagnostics infirmiers 
Les diagnostics infirmiers représentent des concepts qui doivent être testés dans la pratique clinique. La taxonomie est donc en constante évolution et évolue en fonction des changements dans la société, dans le domaine de la santé et des données probantes disponibles. C’est une des raisons pour lesquelles, il y a une nouvelle édition tous les 2 ou 3 ans. 

## Historique du diagnostic infirmier
Dans les années 70 et 80 on assiste dans de nombreux pays francophones européens à l’émancipation de la profession infirmière qui se concrétise par la reconnaissance de l’existence du soin infirmier en tant que tel, ce qui conduit à une définition de la profession ainsi qu’à la reconnaissance d’un rôle propre ou rôle autonome infirmier.
Ces considérations fondamentales sont légitimées dans les décrets et lois de la réglementation qui régissent la profession d’infirmière.
En 1953, Virginia FRY (infirmière américaine) utilise pour la première fois le terme de diagnostic infirmier. Elle identifie le jugement clinique comme une étape importante  de l’élaboration d’un plan de soins personnalisé et de l’autonomie infirmière.
L’intérêt pour le concept diagnostic infirmier a donné naissance à une action concertée de la part de plusieurs infirmières nord-Américaines  pour relever le défi qui consiste à identifier les réactions humaines pouvant être répertoriées sous le concept diagnostic infirmier et pouvant être réunies dans une classification.
En 1973, un groupe de travail organise la première conférence nationale. Des théoriciennes, des enseignantes, des gestionnaires et des infirmières praticiennes y sont invitées pour réfléchir à l’élaboration d’une classification des diagnostics infirmiers. 34 diagnostics infirmiers sont proposés pour être étudiés et testés en milieu clinique.
Depuis, de nombreuses éditions d’ouvrages se succèdent tous les 2 à 3 ans afin de rendre visible le jugement clinique de l’infirmière en constante évolution avec la société. 
L’intérêt des professionnelles est grand d’autant que le diagnostic infirmier s’accorde avec les valeurs humanistes de la profession, en effet diagnostiquer les soins infirmiers, c’est chercher à donner du sens aux réactions de la personne soignée, à identifier le focus de son intervention à l’intérieur de l’interaction infirmière - personne soignée.

## L’alliance des 3 classifications de soins
Une structure taxonomique commune développée depuis 2001 a été progressivement développée pour rendre apparentes les relations entre les trois classifications et faciliter les liens entre les diagnostics infirmiers, les interventions et les résultats de soins infirmiers.
L'inclusion des diagnostics infirmiers conjointement à la classification des interventions  de soins infirmiers et à la classification des résultats de soins infirmiers dans les dossiers infirmiers fournit un moyen exhaustif de saisir la contribution propre aux soins infirmiers dans un format cohérent et quantifiable, ce qui offre la possibilité de comparer et d’analyser.

### La taxonomie de la classification des résultats  de soins infirmiers
C’est une organisation systématique des résultats en groupes ou catégories fondée sur des similitudes, des oppositions et des liens entre les résultats. La structure de la taxonomie des résultats de soins infirmiers comporte cinq niveaux : domaines, classes, intitulés des résultats, indicateurs et instruments de mesure.

#### Résultat de soins infirmiers
État, comportement ou perception d’une personne, d’une famille ou d’une collectivité qui est mesuré dans un continuum en réponse à une (des) intervention(s) infirmière(s) ». Les résultats permettent d’évaluer les retombées des interventions infirmières pour la personne soignée, le proche aidant, la famille, la collectivité. À chaque résultat est associé un groupe d’indicateurs qui sont utilisés pour constater la situation de la personne soignée par rapport au résultat. Pour être mesuré, un résultat nécessite l’identification d’un ensemble de plusieurs indicateurs spécifiques.
Une échelle de Likert à 5 points est utilisée pour chaque résultat ce qui permet d’évaluer quantitativement un résultat de la personne soignée ou la position d’un indicateur sur un continuum allant du moins au plus souhaitable et qui fournit une évaluation à un moment donné. (Exemple : autocontrôle de l’anxiété (1402), connaissances : processus de la maladie (1803) estime de soi (1205) …)
La mesure doit refléter un continuum sur l’échelle de 1 à 5.                       
Les résultats sont des déclencheurs de l’évaluation de la qualité et de l’efficacité depuis qu’ils répondent à la question : « La personne soignée tire-t-elle un bénéfice ou non des soins fournis ? ». Ils permettent aussi aux infirmières de se poser la question suivante: quelle intervention ou association d’interventions sont les plus efficaces pour atteindre les résultats souhaités pour la personne soignée ? 

### Taxonomie de la classification des interventions infirmières
Organisation systématique des intitulés d’interventions infirmières fondés sur les similitudes pouvant être rapportées à un cadre conceptuel. La structure de la taxonomie des interventions infirmières comporte trois niveaux : domaines, classes et interventions.

#### Intervention de soin infirmier
« Tout soin basé sur un jugement clinique et des connaissances que l’infirmier réalise afin d’améliorer les résultats de la personne soignée. »[réf. nécessaire]
Les interventions infirmières incluent les soins directs et indirects, qu’ils soient à l’initiative de l’infirmier, ( Ex: Présence 5340) du médecin (Ex: Cathétérisme vésical 0580). Les soins initiés par l’infirmier concernent les personnes, le proche aidant, les familles et la collectivité.

## But des classifications
Les classifications fournissent un cadre de référence pour la pratique des soins, ainsi qu’un langage standardisé pour l’expression du jugement clinique, la documentation et l’informatisation des soins.
Les taxonomies structurent la pensée et la prise de décisions tout en facilitant la mémorisation, ainsi que la communication à propos des soins.

### Pourquoi utiliser les classifications?
- Elles fournissent un cadre de référence commun aux infirmiers
- Elles orientent vers une terminologie spécifique aux soins infirmiers, plutôt que médicale
- Elles facilitent les transmissions orales et écrites
- Elles incitent les infirmiers à acquérir de nouvelles connaissances et un savoir-faire
- Elles permettent un système informatisable pour enregistrer l’activité infirmière
- Elles offrent un cadre aux études cliniques pour augmenter la recherche et les connaissances infirmières
- Elles aident les enseignants et les étudiants à s'orienter vers des problèmes infirmiers plutôt que médicaux
- Pour l’élaboration des plans de soins guide : plan de soins pré – rédigé pour un diagnostic infirmier
- Pour les protocoles, procédures de soins
- Pour l’élaboration des chemins cliniques
- Pour améliorer la qualité des soins.